# KEK

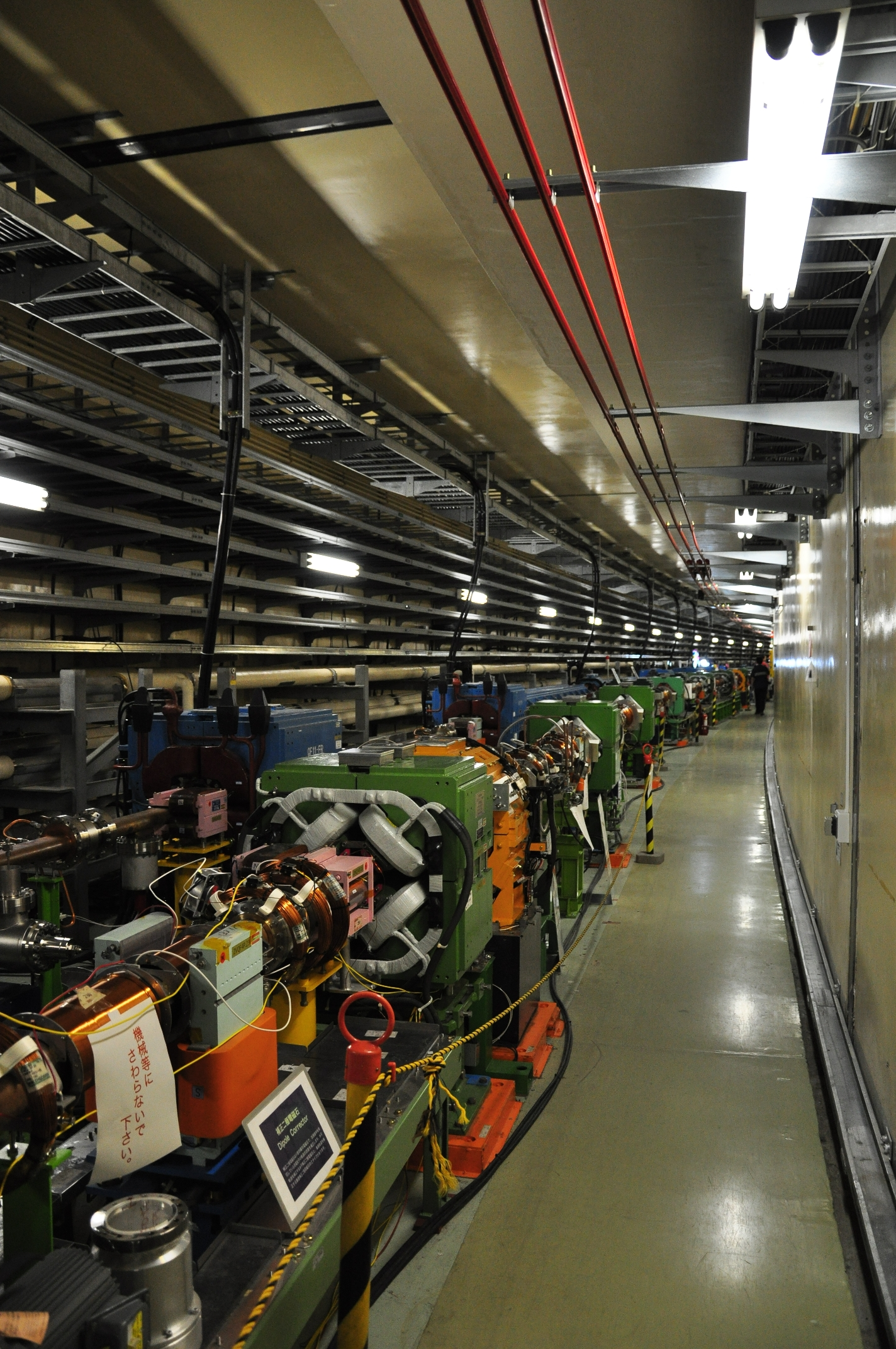
Елементи електронного (сині) і позитронного (зелені) кілець колайдера KEKB.

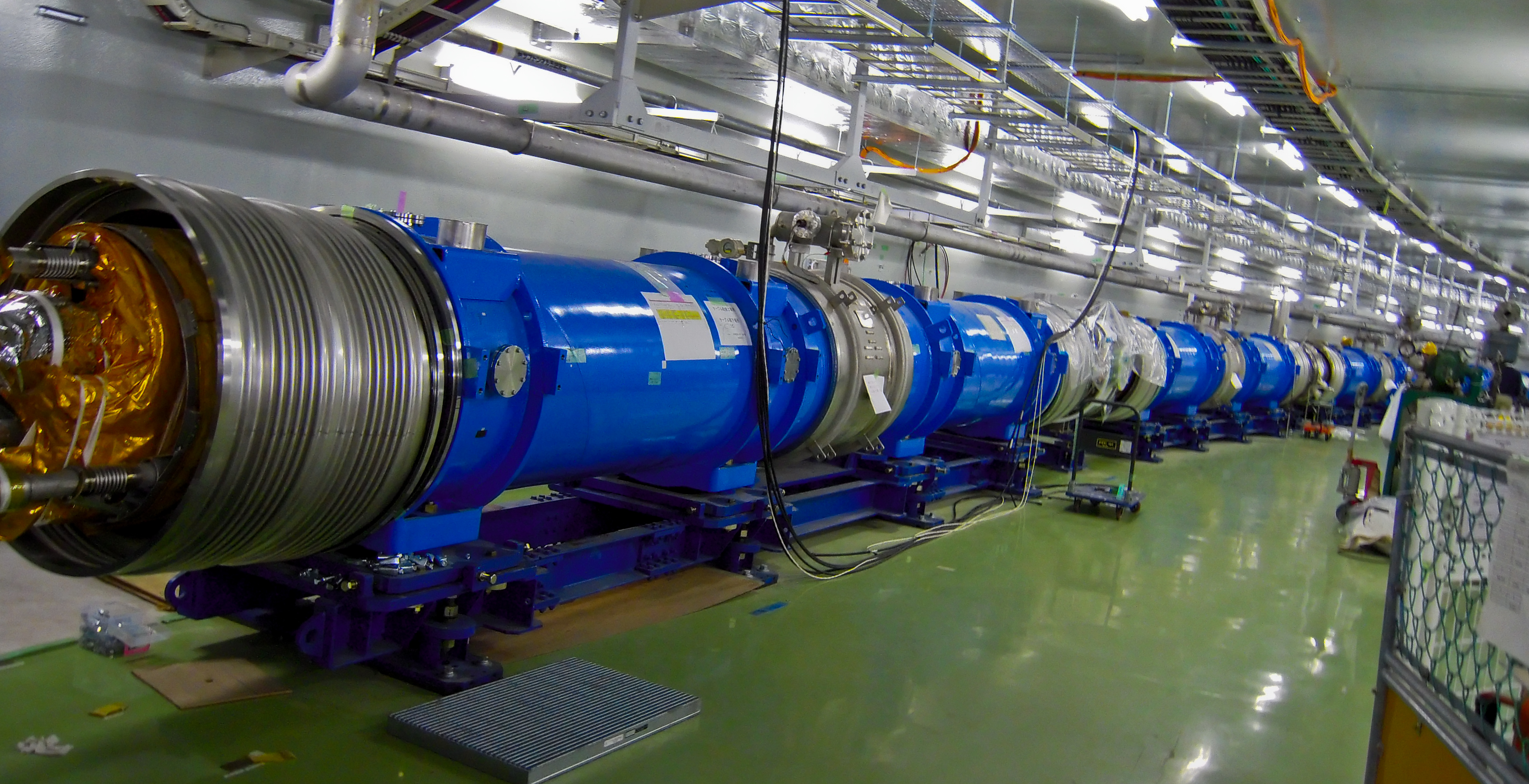
Надпровідні магніти каналу транспортування протонного пучка з 50 ГеВ синхротрона J-PARC до нейтринний мішень.

KEK (яп. 高エネルギー加速器研究機構, Ко: енеругі: касокукі кенкю: кіко:, «Організація з вивчення високоенергетичних прискорювачів») — японська організація, що займається дослідженнями в галузі фізики високих енергій. Розташована біля міста Цукуба в префектурі Ібаракі.

## Огляд
Лабораторію засновано 1998 року на базі об'єднання Інституту ядерних досліджень, Токійського університету, Національної лабораторії фізики високих енергій (власне, KEK), Лабораторії дослідження мезонів при Токійському університеті. Таким чином, насправді історія лабораторії починається від 1950-х років. Основні роботи пов'язані з розробкою і конструкцією прискорювачів заряджених частинок, проведенням експериментів у галузі фізики елементарних частинок.
В організації KEK діють протонний прискорювальний комплекс J-PARC (англ. Japan Proton Accelerator Research Complex), електронний прискорювач ATF (англ. Accelerator Test Facility) для випробування різних систем проєктованого Міжнародного лінійного колайдера ILC (англ. International Linear Collider), джерела синхротронного випромінювання PF (англ. Photon Factory), PF-AR (англ. Photon Factory Advanced Ring). Донедавна працював електрон-позитронний колайдер KEKB, що мав найвищу в світі світність (2,11× 1034 см−2·с−1). Нині колайдер виконав свою експериментальну програму (2010 рік) і завершено його поліпшення до SuperKEKB, який розпочав роботу в березні 2016 року. Також в KEK ведеться розробка FfAG-прискорювачів, прискорювачів-рекуператорів (англ. ERL, Energy Recovery Linac), створюються компактні протонні і вуглець-іонних медичні прискорювачі (англ. TTPS, Table-Top Proton Synchrotron) тощо.
Раніше в центрі працювали такі машини як FF-циклотрон (1958); 1,3 ГеВ електронний синхротрон ES (англ. Electron Synchrotron) (1961); 12-ГеВ протонний синхротрон PS (1971—2006); 30 ГеВ електрон-позитронний колайдер TRISTAN (1986—1995).